# 蓝宝石 (电影)
《蓝宝石》（英語：The Sapphires）是在2012年由澳大利亚坎城制作，甲上公司出品的一部音乐剧形式的喜剧电影，基于2004年同名舞台剧的真实故事。这部影片由韦恩·布莱尔执导，基思·汤姆森和托尼·布瑞格编写，后者写了同名舞台剧。
这部电影是关于四个澳大利亞原住民女孩的故事。一位星探（克里斯·奥多德飾）发现了盖尔（德波拉·梅尔曼饰）、茱丽（杰西卡·麦尔白饰）、凯（莎丽·瑟本饰）和辛西娅（米兰达·泰瑟饰）这四个女孩并组成了一个名叫「蓝宝石」的乐队。她们在1968年去越南為參加战争的军队唱歌。影片于2010年由蓝宝石樂隊的四位扮演者开始拍摄，取景地點贯穿了澳大利亚的新南威尔士州，並在2011年8、9月間前往越南拍摄部份畫面。
2012年5月19日《蓝宝石》这部影片在戛纳电视节的非竞赛单元上进行了全球首映，于同年9月在澳大利亚发行，并於2013年3月22日在美国限量发行。

## 电影情节
在1968年的澳大利亚，盖尔和辛西娅进城参加才艺竞赛，而她们的妹妹茱丽因为有一个年幼的孩子而被禁止参加比赛，直到她贿赂了隔壁邻居带她进城。爱尔兰籍人才发掘者也就是酒鬼戴夫·洛夫莱斯因上班迟到被老板责骂，尽管他睡在离上班地点很近的自己的车上。在女孩们输了比赛之后，戴夫把盖尔的吉它还给了她。当戴夫正要离开时，茱丽给了他一张纸条，上面写着「因为越南战争，军队需要歌手。」很快，戴夫打了几个电话，并说在墨尔本有一个场地愿意接受她们的试镜。回到家之后，盖尔、辛西娅和茱丽的母亲告诉戴夫他能带除了茱丽的女孩们走，但是茱丽的父亲告诉他不用担心茱丽。
经过与祖母商量之后，他们与堂妹凯见面，她已经在墨尔本生活十年了。凯一開始并没有答应加入她们的队伍，但之后她改变主意，并与他们在叔叔家见面。经过了数天的舞步训练后，她们几乎已经准备好了，直到茱丽把辛西娅未婚夫的信给了辛西娅，信中表明他要取消婚礼。除此之外，她们的试唱很顺利。
凯在看到了辛西娅的定婚戒指后，给队伍取了名字——蓝宝石。蓝宝石乐队很受群众欢迎，但她们之间的内斗幾乎要讓队伍崩解。盖尔在乐队中是个争强好胜的隊長。凯因具有較浅的肤色而易於融入白人文化，並因此深受多种族認同問題而困擾。茱丽是乐队中歌唱得最好的，并很可能由此开始她的歌唱事业。戴夫和盖尔相爱了，但是戴夫鲁莽的行为和个人的秘密使得盖尔的耐心消磨待尽。
当蓝宝石乐队進行另一个演出时，辛西娅因与一些男人喝酒而被禁止再唱歌。之后，戴夫和盖尔谈论之前戴夫给她的一封信，並告诉她打开那封信。當戴夫准备亲吻盖尔时，他们陷入一场戰鬥當中，戴夫在混战中受伤并失踪。回到家裡，盖尔读了戴夫给她的信才知道他准备向她求婚，但她一時仍無法決定。这四个女孩联手合作，并完成了她们的巡演。戴夫在战火中存活下來，并与盖尔在越南的一所医院重逢。蓝宝石乐队返回了澳大利亚，戴夫和盖尔向家人宣布他们要结婚的消息。蓝宝石乐队在家中的院子给家人和朋友进行了一次欢樂的表演。

## 演员阵容
- 克里斯·奥多德饰戴夫·洛夫莱斯
- 德波拉·梅尔曼饰盖尔·麦克雷
  - 塔她卡·隆斯波洛饰年轻的盖尔
- 杰西卡·麦尔白饰茱丽·麦克雷
  - 麦娅·马登饰年轻的茱丽
- 莎丽·瑟本饰凯·麦克雷
  - 妮歐卡·布伦南饰年轻的凯
- 米兰达·泰瑟饰辛西娅·麦克雷
  - 阿瓦·珍·米勒－波特饰年轻的辛西娅
- 陶里·凯乐斯饰罗比
- 唐·贝茨饰迈伦·里奇
- 艾卡·达维尔饰亨都
- 凯利·貝林饰杰拉汀
- 塔米·艾德尔森饰伊夫林
- 小乔治·弗赖尔饰塞尔温
- 科比·默里饰巴比·哈特利
- 亨特·佩奇洛沙尔饰史蒂夫·凯恩
- 梅恩·怀亚特饰吉米·米德尔顿
  - 卡林·布里格斯饰年轻的吉米
- 茱迪思·露西饰默尔
- 安尼特·霍德森饰诺埃尔
- 汤姆·怀特斯彻饰年轻的汤米
- 乔治·里亚饰格妮斯
- 里斯·马尔登饰爱德叔叔

## 真实事件
在1960年代确实有一个全由澳大利亞原民女性组成的一个名叫蓝宝石的乐队，然而实际上只有三个團員，分别是劳尔·罗宾逊（编剧托尼·布瑞格的母亲）、贝弗莉·布瑞格和内奥米·迈尔斯。她们在酒店、酒馆、卡芭莱餐馆、俱乐部、聚会、军队营房和墨尔本周边大学进行表演。当她们被邀请去越南为军队表演的时候，因为布瑞格和迈尔斯反对战争，她们拒绝了，所以罗宾逊让她的姐姐洛伊斯·皮勒加入乐队。在越南，罗宾逊和皮勒为一个她们曾在墨尔本一起表演過的新西兰毛利人乐團擔任合聲歌手。这个毛利人乐團同時為她们介绍灵魂乐。由克里斯·奥多雷所饰演戴夫·洛夫莱斯的角色并不存在。导演韦恩·布莱尔谈到创作洛夫莱斯的角色的时候说到：「那是我们走的有點『亞果』路線」。托尼·布瑞格在2004年《世紀報》的一次訪問中提到：「发现作为一个编剧增加一些角色是一种释放，因为那会使这个故事的走向更加丰富。」

## 出品
基于托尼·布瑞格2004年的同名舞台剧上，这部电影于2010年6月首次宣布拍摄。这部戏的剧本是布瑞格和基思·汤普森共同完成的。电影的拍摄主要在新南威尔士州的奧爾伯里（及其周边的城市如克洛瓦、豪拉、克凯恩、汉提和莫尔文）完成，在2011年8月和9月间其他的拍摄地点在溫莎、卡姆登、夏山、新鎮以及莱卡特的运河路工作室。剩余影片有限的拍摄是在越南進行。

### 演员

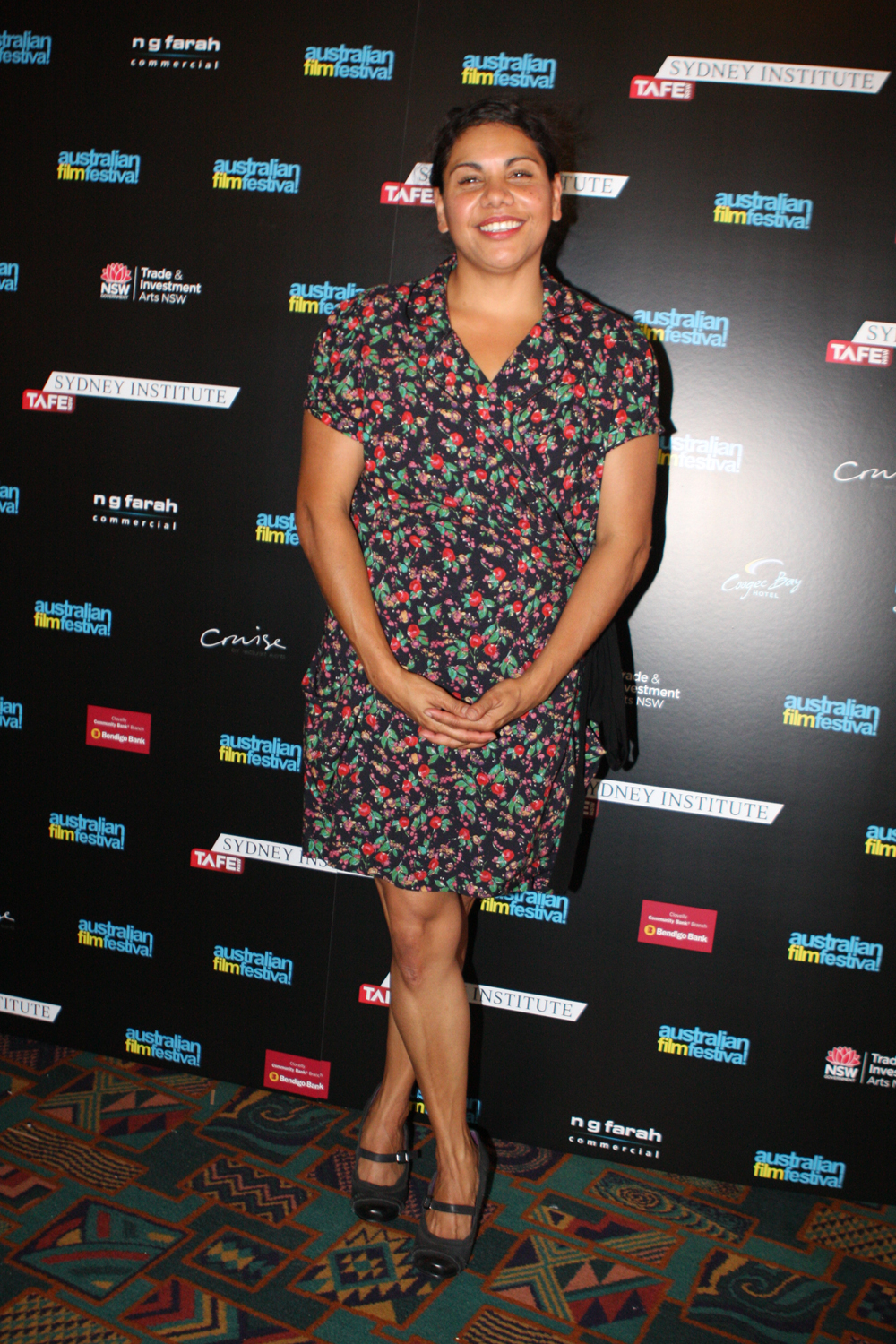
在2004年的原舞台剧中扮演辛西婭·麦克雷的德波拉·梅尔曼在电影中饰演盖尔·麦克雷

在2010年2月的新闻发布会上宣布为《蓝宝石》公开招募演员：澳大利亚坎城影视电影制片厂正在寻找“年龄在16到28岁的四名年轻原住民女性来扮演片名唱歌队伍中的四名成员。”试镜作業中包含上传试唱磁带到招募演员的网站，截止日期為2010年7月31日。澳大利亚歌手凯西·多诺万曾在2010年音乐版担任辛西婭·麦克雷，并为本片此角色试唱，但并未成功；而該角色則被新人米兰达·泰瑟夺得。在2004同名舞台剧中扮演辛西娅的德波拉·梅尔曼在影片中饰演了盖尔·麦克雷。杰西卡·麦尔白加了入电影中并将饰演盖尔的姐姐茱丽。在2011年8月份，此电影正式宣布了剧中所有的演员角色，而另一个新人莎丽·瑟本将扮演凯·麦克雷。克里斯·奥多德是後來加入的，将饰演发现蓝宝石乐队的戴夫一角。

### 电影配乐
原版电影配乐在2012年7月27日由索尼音乐首发。由杰西卡·麦尔白、杰德·麦克雷、卢·班尼特、胡尼安塔·狄朋斯和达伦·珀西瓦尔合作完成，麦尔白唱了十六首歌首中的十首。原声大碟叫《Gotcha》，由麦尔白、伊兰·柯尔东和路易斯·司库尔共同创作并于7月13日发布了其单曲。在发布两个星期后，《蓝宝石》电影配乐分别在澳大利亚唱片业协会一般专辑排行榜和本地專輯排行榜上排名第一。

## 发行
这部电影在2012年戛纳电影节上进行了全球首映礼，并于午夜进入了非审查竞赛单元。在首映礼結束時，参加的观众给予了此电影的演员和工作人员长达十分钟的起立鼓掌。这部电影在同年8月2日的墨尔本国际电影节上首次公演，并于8月9日由霍普斯寇奇電影公司發行在電影院上映。在英国、爱尔兰和加拿大的发行工作由娱乐第一线负责，同时路索門多、戴爾發那（Diaphana）和列夫（Lev）电影公司会分别负责影片在葡萄牙、法国和以色列的上映。温斯坦公司买了此部影片在美国和其他国家上映的版权。

## 回響

### 票房
在澳大利亚，此影片是在电影首映周末票房中收入最高的电影，共计从275家影院中获得2,320,000澳元。据News.com.au报道，此部影片是继《破曉開戰》之后首映周末票房最高的影片，該片於2010年首映总计收入为3,860,000澳元。到2012年10月31日為止，本片在澳大利亚的总票房为14,215,596澳元。
这部电影的公映在国际市场上远不如在澳大利亚成功，国际市场所有票房总和大约只有五百万澳元，而相形之下澳大利亚本地卻有一千四百万澳元的成績。
在法国，此部影片并未能进入前十名。本部电影在上映第一周僅得第13名，在162个放映厅仅有35,786观看人次（前五日為25,847观看人次）。在法国电影票房网站上，它被描述为“失败品”。在仅次于澳大利亚的首要英语市场上——英国——此影片排名第7，票房少于澳大利亚首周上映的25%。这部电影在英国上映仅5周之后就退幕了，总计票房收入为680,643英磅——相当于大概1百万澳元。英国总票房成绩仅占澳大利亚总票房成绩的十四分之一。此片在美国的上映仅在第一周进入排名前二十（第19名，从2013年4月5日至7日），並以少于二百五十万的成绩收官。在德国和荷兰的票房成绩少于100万。

### 重要评论
《蓝宝石》这部电影在戛纳电视节受到了一致好评，被称为澳大利亚版的《梦幻女郎》（2006年），是另一部基于60年代女孩组合的电影。爛番茄網站在收到127个评论的基础上，给了本片92%的分数。他们的平均分数是以6.9/10来计算的。迈尔可瑞克评分榜（Metacritic）在收到30个评论的基础上给了本影片“普遍积极”和67%的分数。
来自《綜藝》的盖伊·洛奇称克里斯·奥多德的表演是一个「充满笨拙的温暖和躁狂的表现能量......使整个演出富有弹性，即使当电影剧本本身失去活力的时候。」《国际屏幕》的马克·亚当说奥多德的表演是「越来越充满屏幕魅力」，他「使得这部电影锋利，自然并且不时迸发出大笑时刻。」来自IndieWire的艾里克·柯恩给了影片一个C-，并认为此影片「属于百老汇，并非大屏幕」。
来自《衛報》的亨利·巴内斯在五顆星的基础上给了本片三顆星，并称它为“甜蜜又无声的早期爵士乐。”《Rope of Silicion》的布拉德·布雷韦特给了一个B-，并总结说“本影片有好的音乐、好的表演并搞笑，应该在一些地区反映很好”。
来自《每日電訊報》的罗比·科林称本片为“平凡的澳大利亚喜剧”并给出三顆星，称它为“简单”但赞扬每一个有克里斯·奥多德出现的场景。来自《電影思想》（Thoughts On Film）的罗斯·米尔也给本片打三顆星，并称“也许它并没有打破任何常规则电影的形式或在你并没有想到的地方结束，但是观看的时候很愉快。”
来自澳大利亞特別節目廣播事業局（SBS）的菲奥娜·威廉姆斯授予这部电影三颗半星（在五顆星基础上）,并评论说：“有太多的爱、很多喜欢的元素……和足够的音乐数量来弥补有问题的零碎片断。”

### 家庭媒體
美国发行的DVD版本由于DVD的封面设计引起了争议。封面插图把克里斯·奥多德放在前面，四名女性明星出现在背景，并涂以蓝色作为整体基调。这种作法被描述为性别和种族双重歧视。奥多德称“这种行为是欠思考的、感觉迟钝的并与这部电影主题背道而驰。”錨灣娛樂（Anchor Bay）表示对“无意引起愤怒”的行为后悔，并称再进一步定货时会考虑采用不同的插图。

### 奖项和提名
| 典禮                 | 類別                     | 受領者                         | 結果 |
| -------------------- | ------------------------ | ------------------------------ | ---- |
| 第45屆AWGIE獎        | 最佳剧情片 (编剧) – 改编 | 基思·汤姆森 托尼·布瑞格        | 獲獎 |
| 第45屆AWGIE獎        | 2012年最杰出剧本奖       | 基思·汤姆森 托尼·布瑞格        | 獲獎 |
| 第26屆ARIA音樂獎     | 最佳原创音乐/专辑        |                                | 提名 |
| 第48屆芝加哥國際影展 | 金雨果獎最佳劇情片       | 韦恩·布莱尔                    | 提名 |
| 第35屆丹佛影展       | 民眾票選最佳剧情长片     | 韦恩·布莱尔                    | 獲獎 |
| 第2屆AACTA獎         | 最佳电影                 | 露丝马丽·布莱特 凯莉·杜·菲涅尔 | 獲獎 |
| 第2屆AACTA獎         | 最佳导演                 | 韦恩·布莱尔                    | 獲獎 |
| 第2屆AACTA獎         | 最佳改编剧本             | 基思·汤姆森                    | 獲獎 |
| 第2屆AACTA獎         | 最佳改编剧本             | 托尼·布瑞格                    | 獲獎 |
| 第2屆AACTA獎         | 最佳男演员               | 克思斯·奥多德                  | 獲獎 |
| 第2屆AACTA獎         | 最佳女演员               | 德波拉·梅尔曼                  | 獲獎 |
| 第2屆AACTA獎         | 最佳女配角               | 杰西卡·麦尔白                  | 獲獎 |
| 第2屆AACTA獎         | 最佳摄影奖               | 沃里·克桑顿                    | 獲獎 |
| 第2屆AACTA獎         | 最佳剪辑                 | 丹尼·库珀                      | 獲獎 |
| 第2屆AACTA獎         | 最佳音响                 | 安德鲁·普兰                    | 獲獎 |
| 第2屆AACTA獎         | 最佳音响                 | 布里·琼斯                      | 獲獎 |
| 第2屆AACTA獎         | 最佳音响                 | 彼得·史密思                    | 獲獎 |
| 第2屆AACTA獎         | 最佳音响                 | 本·奥思蒙                      | 獲獎 |
| 第2屆AACTA獎         | 最佳音响                 | 约翰·辛普森                    | 獲獎 |
| 第2屆AACTA獎         | 最佳艺术指导             | 梅林·达多林                    | 獲獎 |
| 第2屆AACTA獎         | 最佳服装设计             | 泰丝·斯科菲尔德                | 獲獎 |
| 第2屆AACTA獎         | 最佳视觉特效奖           | 詹姆斯·罗杰斯                  | 提名 |
| 2013年Deadly獎       | 年度最佳电影             | 年度最佳电影                   | 獲獎 |